# Мошкіна Мельниця
Мо́шкіна Ме́льниця (рос. Мошкина Мельница) — присілок у складі Орічівського району Кіровської області, Росія. Входить до складу Пустошинського сільського поселення.
Населення становить 14 осіб (2010, 16 у 2002).
Національний склад станом на 2002 рік — росіяни 100 %.